# Calle de Esparteros
La calle de Esparteros es una vía urbana del barrio de Sol en el distrito Centro de Madrid. Corre, en sentido norte-sur, desde la calle Mayor, junto a la puerta del Sol, hasta la plaza de Santa Cruz. Debe su nombre al antiguo gremio de artesanos del esparto.

## Historia

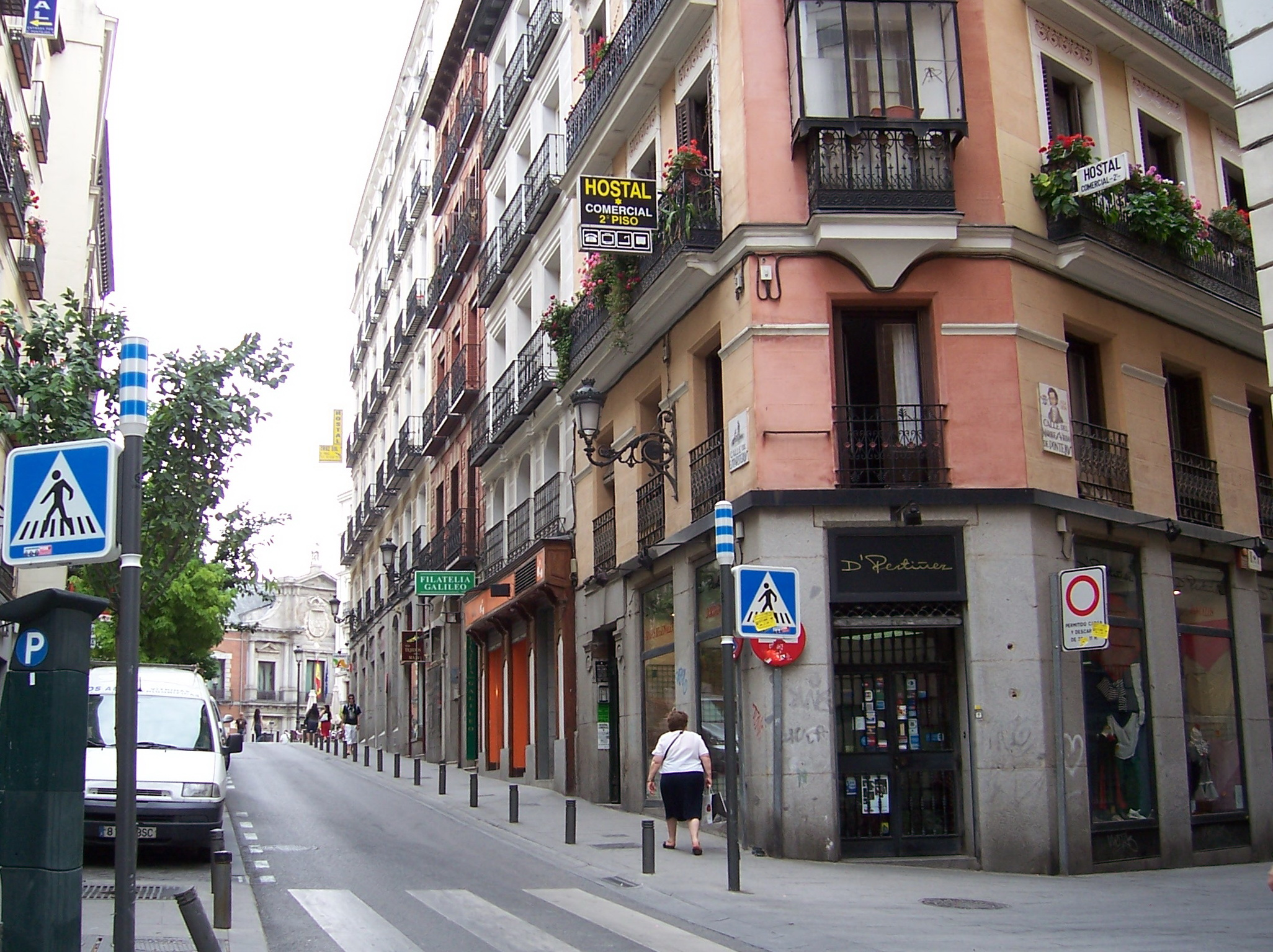
La calle de Esparteros, esquina a la del marqués Viudo de Pontejos, en 2009.

Llamada en su origen Subida de la Santa Cruz (o calle de Santa Cruz), ese es el nombre que figura rotulado en el Plano de Teixeira de 1656, apareciendo ya con el de Esparteros en el Plano de Espinosa de 1769. Algunos cronistas relacionan este oficio de esparteros, con el supuesto legendario de que en esta zona hubo un viñedo del pueblo de Fuencarral que, al desaparecer, fue poblado por tejedores o estereros valencianos que trabajaban para las casas de la Corte, y que formando gremio escogieron como patrona a Santa Lucía, cuya hermandad estaba en la vecina iglesia de San Felipe el Real.
En el número 3 de esta galdosiana calle, nació en 1855 la revista Gaceta Musical de Madrid, bajo la dirección de Hilarion Eslava. Más adelante, estuvo el Instituto Filarmónico, presidido por el conde de Morphy e inaugurado en enero de 1884, con el objetivo de «difundir la instrucción musical poniendola al alcance de todas las clases sociales».